# Tabal

Mapa histórico de los reinos luvio-arameos hacia el 800 a. C., que muestra la localización de Tabal.

Tabal (en georgiano: ტაბალი) (bíblico Tubal) fue un reino luvita (y por tanto luvitófono) de la parte sur-central de Anatolia. De acuerdo con el arqueólogo Kurt Bittel, el reino de Tabal aparece por primera vez después del colapso del Imperio hitita.
El rey asirio Salmanasar III registró que recibió regalos de sus 24 reyes en el año 837 a. C. y al año siguiente. Un siglo después, el rey Burutash es mencionado en una inscripción del rey Tiglatpileser III. Los reyes de Tabal han dejado un número de inscripciones de los siglos IX y VIII ac en caracteres jeroglíficos luvitas en las localidades turcas de Çalapverdi y Alişar.
Tabal y su pueblo son frecuentemente identificados con la tribu de los Tibarenos (Tibarenoi en griego, Thobeles por Flavio Josefo) que vivió cerca del Mar Negro. Son mencionados en los trabajos de Hecateo, Heródoto, Jenofonte y Estrabón.
Por este motivo, el historiador georgiano Ivane Javakhishvili consideró Tabal, Tubal, Jabal y Jubal antiguas denominaciones tribales georgianas, y argumenta que hablaban un lenguaje no-indoeuropeo. Si hay alguna conexión realmente entre los Tibarenos de las costas del Mar Negro y el reino de Tabal del sur de Anatolia es incierto, puesto que los autores antiguos podrían haberlos confundido entre sí.
Los gobernantes posteriormente conocidos de Tabal son:
- Ambaris (hasta ca. 713)
- Hidi (ca. 690)
- Mugallu (ca. 670)
- x-ussi (ca. 650)[3]